# Brasiloctis bucki
Brasiloctis bucki is een hooiwagen uit de familie Triaenonychidae. De wetenschappelijke naam van Brasiloctis bucki gaat terug op Mello-Leitão.